# Flinders Council
Flinders Council är en kommun i Australien. Den ligger i delstaten Tasmanien, i den sydöstra delen av landet, omkring 320 kilometer norr om delstatshuvudstaden Hobart. Antalet invånare var 906 vid folkräkningen 2016. Flinders Council omfattar öarna i Furneaux Group och andra närliggande öar i östra Bass sund. Huvudorten Whitemark ligger på den största ön, Flinders Island.
Följande samhällen finns i Flinders:
- Whitemark
- Lady Barron